# Anders Ek (militär)
Anders Valdemar Ek, född 1952 i Råneå församling, är en svensk militär.
Anders Ek är son till assistenten Waldemar Ek och Greta Simonsson. Han blev officer 1975, kapten vid Gotlands regemente 1978, major 1983 och var FN-observatör i Mellanöstern 1986–1987. Ek var knuten till arméstaben för utbildning 1987 och kompanichef vid Gotlands regemente 1989. Han var anställd vid Gotlands militärkommandos stab 1992, vid Högkvarterets personalavdelning 1993, blev överstelöjtnant i Generalstabskåren 1994 samt blev 1995 utbildningsledare och ställföreträdande chef för Gotlands regemente och Gotlandsbrigaden. 1997 blev Ek chef för operationstakikledningen vid Gotlands militärkommando, samt var överste och chef för Ångermanlandsbrigaden 1999–2000. Från 2000 var han stabschef vid Gotlands militärdistrikt.